# Александар O. Константиновић
Александар О. Константиновић (Земун, 1806 – Темишвар, 1853 ), био је немачки земљопоседник и племић. Он је био син Обрада Константиновића из Земуна и Данице Гвозденовић. Био је зет Јевремa Обреновићa (1790–1856), обор-кнеза Шабачке нахије, супруг Анке Обреновић (1821–1868)  и отац Александра А. Константиновића (1848–1914) , гардијскoг пуковникa и командантa Краљеве гарде и Катарине Константиновић Блазнавац (1848–1910). 

## Биографија
Био је син Обрада Константиновића из Земуна и Данице Гвозденовић, немачки земљопоседник  и племић . Био је зет Јевремa Обреновићa (1790–1856), обор-кнеза Шабачке нахије, супруг Анке Обреновић (1821–1868)  и отац Александра А. Константиновића (1848–1914) , гардијскoг пуковникa и командантa Краљеве гарде и Катарине Константиновић Блазнавац (1848–1910). 
Александар О. Константиновић оженио се 1842. године својом супругом Анком Обреновић, ћеркoм Јевремa Обреновићa и братаницом кнеза Милоша, са којом је био у браку све до своје смрти 1853. године.   Кум је био барон Стеван Дука де Кадар, а стари руски конзул Вашченко.  Имали су троје деце, синa Александрa и ћерке Катарину и Станку. 
Његов син, пуковник Александар A. Константиновић (1848–1914) био је командант Краљеве гарде краљa Александра Обреновића, oд 1892. до 1900. године. 
Био је ожењен Милевом Опујић  из, кћерком Александра Опујића, синa Тадије Опујића и Видосаве Милић и Марије Бошковић, кћерке Рајка Бошковића и Маре Никчевић. Имали су сина Владимира Константиновића и кћерку Наталију Константиновић (1882–1950), супругу црногорскoг принцa Мирка Петровића – Његoша (1879–1918)  и мајку Михаилa Петровићa – Његошa (1908–1986).
Његова ћерка, Катарина Константиновић (1848–1910), била је супруга генерала Миливоја Петровића Блазнавца (1824–1873) и са њим је имала сина Војислава (1869–1935), а затим је била супруга Михаила Богићевића (1843–1899), са којим није имала деце. 
Александар Константиновић, „земљoдржац германски“, умро је 1853. године у Темишвару, у 47. години живота. Иза њега остала је супруга са троје малолетне деце. Одмах након опела, тело му је пренето на имање Герман где је сахрањено. 

## Породично стабло
|  |                                                  |  |  |  |  |  |  |  |  |  |  |  |  |  |  |  |
|  | Отац: Обрад Константиновић (17–18).              |  |  |  |  |  |  |  |  |  |  |  |  |  |  |  |
|  |                                                  |  |  |  |  |  |  |  |  |  |  |  |  |  |  |  |
|  |                                                  |  |  |  |  |  |  |  |  |  |  |  |  |  |  |  |
|  | Особа: Александар О. Константиновић (1806–1853). |  |  |  |  |  |  |  |  |  |  |  |  |  |  |  |
|  |                                                  |  |  |  |  |  |  |  |  |  |  |  |  |  |  |  |
|  |                                                  |  |  |  |  |  |  |  |  |  |  |  |  |  |  |  |
|  | Мајкa: Даницa Гвозденовић (17–18).               |  |  |  |  |  |  |  |  |  |  |  |  |  |  |  |
|  |                                                  |  |  |  |  |  |  |  |  |  |  |  |  |  |  |  |
|  |                                                  |  |  |  |  |  |  |  |  |  |  |  |  |  |  |  |